# Starbåd
Starbåden, eller blot Star, er en kølbåd for en besætning på to personer. Den er for sejlere i den tungeste vægtklasse.

## Skrog, rig og trim
Starbåden er overrigget med et stort storsejl på en lille rig, hvilket gør den svær at sejle og udsat for havari i hårdt vejr. Den bærer fok og storsejl, men ingen spiler i modsætning til de fleste andre kapsejladsbåde. I stedet bruges en stage til at spile fokken ved rumskødssejlads.
De første Starbåde blev bygget af træ, men nu bliver de typisk lavet af glasfiber med en rig af aluminium.
Skroget har en let buet bund, der fører til en relativt kort forstævn, som befinder sig oven for vandlinien. 
Mange trimmuligheder gør det muligt at indstille den store rig optimalt; men stadigvæk er Starbåden en meget svær båd 
at sejle. Derfor har den altid lokket de bedste sejlere til. Uofficielt kaldes klassen “Regattakølbådenes Kongeklasse.”
Starklassen startede med en atypisk, cirkulær bomnedhalsanordning, der kunne holde bommen effektivt ned, selv med bommen langt ude i medvind. Et andet bemærkelsesværdigt aspekt er den ekstreme hængeposition, besætningen bruger, hvor en sele hjælper dem til at hænge lavt i luv side af båden kun med underbenene indenbords.
Byggeplanerne kan fås af alle fra Central Office i ISCYRA i Chicago.

## Historie
Starbåden blev designet i 1911 af Francis Sweisguth, og de første 22 både blev bygget i New York. Siden er over 8.200 både blevet bygget.
Siden 1932 har Starbåden været en olympisk klasse, med undtagelse af 1976, hvor den blev erstattet af Tempesten. I 2011 blev det dog besluttet at lade kølbådene udgå af det olympiske program fra sommer-OL 2016 i Rio de Janeiro, den sidste gang Starbåden således har deltaget ved en olympiade var ved sommer-OL 2012 i London. 
Selvom designet ikke er moderne, forbliver klassen populær i dag og er en af verdens største kapsejladsklasser med ca. 2000 kapsejladsaktive både i Nordamerika, Sydamerika, Australien og Europa og der bliver hvert år sejlet DM, EM og VM.

## Eksterne links
- International Star Class Yacht Racing Association, ISCYRA

 Der er for få eller ingen kildehenvisninger i denne artikel, hvilket er et problem. Du kan hjælpe ved at angive troværdige kilder til de påstande, som fremføres i artiklen.